# Carlos Fernandes
Pour les articles homonymes, voir Carlos Fernandes (homonymie).
Carlos-Alberto Fernandes est un joueur brésilien de tennis, né en 1938.
Il atteint les quarts de finale des Internationaux de France de tennis 1961.
Il a joué pour l'équipe du Brésil de Coupe Davis entre 1957 et 1970.

## Palmarès

### Titre en double messieurs
| No | Date | Nom et lieu du tournoi                   | Catégorie | Surface      | Partenaire         | Finalistes                        | Score                   |  |
| -- | ---- | ---------------------------------------- | --------- | ------------ | ------------------ | --------------------------------- | ----------------------- |  |
| 1  | 1968 | Tournoi de tennis de Barcelone Barcelone |           | Terre (ext.) | Patricio Rodríguez | Thomaz Koch José Edison Mandarino | 6-2, 3-6, 6-3, 6-1, 6-4 |  |